# Bolboceratops buxtoni
Bolboceratops buxtoni là một loài bọ cánh cứng trong họ Geotrupidae. Loài này được Paulian miêu tả khoa học năm 1941.